# Lompolojärvi (Tärendö socken, Norrbotten)
Lompolojärvi är en sjö i Pajala kommun i Norrbotten och ingår i Kalixälvens huvudavrinningsområde. Lompolojärvi ligger i Torne och Kalix älvsystem Natura 2000-område. Sjöns area är 0,025 kvadratkilometer och den befinner sig 220 meter över havet.